# The Illogical Consequence
The Illogical Consequence — второй альбом итальянской группы Planet Funk, вышедший в 2005 году.

## Список композиций
1. Movement Is Noted — 2:03
2. Everyday — 4:20
3. Stop Me — 3:53
4. Trapped Upon the Ground — 3:25
5. Come Alive — 4:16
6. Laces — 3:24
7. The End — 4:34
8. Ultraviolet Days — 4:53
9. Tears After the Rainbow — 8:05
10. Inhuman Perfection — 4:49
11. Peak — 3:47
12. Dusk — 5:07
13. Out on the Dancefloor — 6:35

## Участники записи
В записи этого альбома помимо членов группы в записи вокальных партий принимали участие также гости:
- John Graham — вокал в композициях 3, 5
- Sally Doherty — вокал в композициях 12
- Dan Black — вокал в композициях 4, 11, 13
- Claudia Pandolfi — вокал в композиции 10

Кроме того, Cecilia Chailly играла на электрической арфе.